# Nigel Bond
Nigel Bond, född 15 november 1965, engelsk snookerspelare. Han har varit professionell sedan 1989, och var som bäst i mitten av 90-talet, då han som högst var rankad som nr 5. Han är mest känd för att ha varit i VM-final 1995, vilken han förlorade mot Stephen Hendry.
Nigel Bond var också inblandad i en annan berömd match mot Hendry, i första omgången av VM 2006. Matchen hade kommit fram till det sista och avgörande framet, och Bond ledde med 7 poäng när endast svart boll återstod. Han satte svart boll och trodde för ett par sekunder att han vunnit matchen, men vit boll förlöpte i miljön, det blev foul och 7 poäng till Hendry. Därmed blev det respotted black, vilken Bond vann, och därmed även matchen.
Bond har vunnit en rankingtitel i sin karriär: British Open 1996.

## Rankingtitlar
- British Open - 1996

## Övriga titlar
- Regal Scottish Masters - 1997
- Malta Grand Prix - 1996
- Shoot-Out - 2011